# 早坂照明
早坂 照明（はやさか てるあき）は、日本の漫画家。宮城県仙台市出身 。
東北学院大学文学部英文学科を出て、日本語の奥深さを学んだという、変わり種の仙台市在住の漫画家（まんがや）で、デビューは「火の鳥」（手塚治虫）や「サイボーグ009」（石ノ森章太郎）、「地球へ…」（竹宮惠子）等が連載されていた頃の『マンガ少年』で伝奇漫画のはしりともいえる『蛇神伝説』。
その後『少年マガジン』『モーニング』『ビジネスジャンプ』『MACO』『ハロウィン』等に伝奇・学園物・スポーツ・ミステリー等の作品を発表。更に仙台では河北新報に『GO!GO!仙ちゃん』、朝日ウィルに『国分町仙チョン族物語』を連載。仙台市から『まんが仙台空襲』（書き下ろし）を発行する等オリジナルの漫画を描き続けている。
ストーリー漫画以外にも仙台駅地下道の70メートル壁画『せんせきせん物語』や防火扉絵『四季と動物たち』やガラス絵連作『昔話』を制作する傍ら仙台駅『白い騎馬像』製作にも関わる。またあまり知られていないところでは、平成8年から郵政局のほぼ全ての記念スタンプ（東北6県）の絵柄制作をこなしている。
近年は『人は何処から来て、この世で何をして、死んで何処へ去り行くのか』というテーマをライフワークとして書き下ろしの漫画を制作している。

## 作品リスト
- まんが仙台空襲（1990年、仙台市戦災復興記念館、ISBN 978-4832300309）